# Tyrone Spong
Tyrone Clinton Spong,  född 3 september 1985 i Paramaribo, är en surinamesisk-nederländsk boxare och kickboxare.
Smeknamnet "King of The Ring", han var Muay Thai cruiser viktmästaren i WFCA organisationen och var en obesegrad It's Showtime världsmästare i kategorin upp till 95 kg 2008. Han vann Glory 95kg Slam Turnering 2013. I sin kickboxningkarriär har han besegrade anmärkningsvärda rivaler som Melvin Manhoef, Peter Aerts och Remy Bonjasky. Han har en 107-7-1 kickboxningsrekord med 73 segrar före gränsen.